# Omar Paganini
Omar Ignacio Paganini Herrera (Montevideo, 2 de junio de 1962) es un ingeniero electricista, académico y político uruguayo, perteneciente al Partido Nacional. Desde noviembre de 2023 hasta el 1 de marzo de 2025 se desempeñó como Ministro de Relaciones Exteriores de Uruguay en el gobierno de Luis Lacalle Pou.
Ocupó el cargo de Ministro Industria, Energía y Minería entre el 1 de marzo de 2020 y el 4 de noviembre de 2023.Ese día fue anunciado por el presidente Lacalle Pou como sucesor de Francisco Bustillo al mando del Ministerio de Relaciones Exteriores. Integra los equipos técnicos de Lacale Pou desde 2014.

## Carrera profesional
Paganini es ingeniero electricista egresado de la Universidad de la República y cuenta con un máster en Dirección de Empresas por la Universidad Católica del Uruguay. A su vez, se formó en Emprendedurismo en las universidades de Stanford y Berkeley, y en Negociación por el programa Global PON de la Universidad de Harvard. 
En 1990 fundó una empresa de servicios de ingeniería y automatización para la industria. En 1995 se radicó en departamento de Paysandú para asumir como director de la empresa Paylana S.A., generando una innovación en la tecnología textil.
Entre 2001 y 2003, ya de regreso en Montevideo, se integró a la consultora ITC de Antel. 

## Carrera académica
En 2003 fue designado decano de la Facultad de Ingeniería de la Universidad Católica del Uruguay, cargo que ejerció hasta 2012. Luego se desempeñó como vicerrector de Gestión Económica y Desarrollo y en 2018 pasó a dirigir la UCU Business School.
Además, dirigió el Observatorio de Energía y Desarrollo Sustentable de la misma universidad, a través de la cual ha realizado publicaciones y presentaciones en el país y en universidades del exterior, principalmente, sobre el cambio de la matriz energética. 